# Ministerium für Kultur der Volksrepublik China
Das Ministerium für Kultur der Volksrepublik China (Kurzzeichen 中华人民共和国文化部; englisch Ministry of Culture of the People’s Republic of China, MOC) war ein Ministerium der Zentralregierung mit dem Auftrag, sich mit der Kultur- und Kunstpolitik einschließlich Zensur zu befassen. Es bestand von 1954 bis 2018 und wurde dann mit der Nationalen Tourismusverwaltung Chinas zum Ministerium für Kultur und Tourismus der Volksrepublik China vereinigt.

## Liste der Minister
| #           | Name                   | Amtsanfang    | Amtsende       |
| ----------- | ---------------------- | ------------- | -------------- |
| 1           | Shen Yanbing           | Oktober 1949  | Januar 1965    |
| 2           | Lu Dingyi (陆定一)     | Januar 1965   | Juni 1966      |
| 3           | Xiao Wangdong (肖望东) | Juni 1966     | Januar 1967    |
| abgeschafft |                        |               |                |
| -           | Wu De (吴德)           | Juni 1970     | Januar 1975    |
| 4           | Yu Huiyong (于会泳)    | Januar 1975   | Oktober 1976   |
| 5           | Huang Zhen (黄镇)      | Dezember 1977 | Dezember 1980  |
| 6           | Zhou Weichi (周巍峙)   | Dezember 1980 | April 1982     |
| 7           | Zhu Muzhi (朱穆之)     | April 1982    | März 1986      |
| 8           | Wang Meng              | März 1986     | September 1989 |
| 9           | He Jingzhi (贺敬之)    | August 1989   | November 1992  |
| 10          | Liu Zhongde (刘忠德)   | November 1992 | März 1998      |
| 11          | Sun Jiazheng (孙家正)  | März 1998     | März 2008      |
| 12          | Cai Wu (蔡武)          | März 2008     | Dezember 2014  |
| 13          | Luo Shugang (雒树刚)   | Dezember 2014 | März 2018      |